# 豐胸
豐胸（breast enlargement）是指試圖增加女性乳房大小的方法。女性乳房在青春期或懷孕時，因乳腺生長，乳房會變大。豐胸一般是指用人工的方式進行刺激，或進行隆乳手術使乳房變大。
乳房是女性的第二性徵，是女性性吸引力中重要的部份，也代表其女性化的部份。因此若女性認為其乳房在某些方面有所不足，就可能會用一些方式，設法使乳房變大。
豐胸的方式有以下數種：
- 隆乳手術，包括植入乳房植體或是自體脂肪隆乳等方式。
- 藥物或荷爾蒙豐胸，比如服用雌激素或豐胸補充劑（英语：breast enlargement supplement）[2][3][4]。台灣也有許多宣稱有豐胸療效的違規食品廣告[5]（台灣規定食品廣告不得有像「豐胸」之類改變身體外觀的文字[6]）。
- 增加食物熱量的攝取以增加身體的脂肪組織，此組織為乳房構造的一部份[7]，多少比例的脂肪會增加到乳房因人而異，受KLF14基因所控制[8]。
- 機械性豐胸（Mechanical breast enhancement），比如使BRAVA丰胸整形系统（BRAVA Breast Enhancement and Shaping System）[9]。

也有些方式聲稱可以豐胸，已確認無效：
- Mark Eden bust developer（英语：Mark Eden bust developer），一套在1960年代及1970年代聲稱可以豐胸的設備。